# Campeonato de Wimbledon 1946
La edición 60.º del Campeonato de Wimbledon se celebró entre el 24 de junio y el 5 de julio de 1946 en las pistas del All England Lawn Tennis and Croquet Club de Wimbledon, Londres, Inglaterra.
El cuadro individual masculino lo iniciaron 128 jugadores mientras que el femenino lo iniciaron 96 tenistas.

## Hechos destacados
En la competición individual masculina se impuso el francés Yvon Petra logrando el único título que obtendría en el torneo al imponerse en la final al australiano Geoff Brown.
En la competición individual femenina la victoria fue para la estadounidense Pauline Betz logrando el único título que obtendría en Wimbledon al imponerse a la estadounidense Louise Brough.

## Palmarés
| Seniors              | Vencedor                              | Resultado     | Finalista                  | Finalista |
| -------------------- | ------------------------------------- | ------------- | -------------------------- | --------- |
| Individual masculino | Yvon Petra                            | 6–1, 6–3, 6–2 | Geoff Brown                |           |
| Individual femenino  | Pauline Betz                          | 6–2, 6–4      | Louise Brough              |           |
| Dobles masculino     | Tom Brown Jack Kramer                 | 8–6, 6–3, 6–3 | Geoff Brown Dinny Pails    |           |
| Dobles femenino      | Louise Brough Margaret Osborne duPont | 3–6, 6–4, 7–5 | Pauline Betz Doris Hart    |           |
| Dobles mixto         | Louise Brough Tom Brown               | 1–6, 6–4, 6–2 | Dorothy Cheney Geoff Brown |           |

## Cuadros Finales

### Torneo individual  femenino
| Predecesor: 1939                         | Campeonato de Wimbledon 1946 | Sucesor: 1947                                       |
| Predecesor: Torneo de Roland Garros 1946 | Grand Slam 1946              | Sucesor: Campeonato nacional de Estados Unidos 1946 |

- Datos: Q501879